# Андре Мюфф
Андре Мюфф (фр. André Muff, нар. 28 січня 1981, Еммен) — швейцарський футболіст, що грав на позиції нападника.
Виступав, зокрема, за «Грассгоппер» та «Базель», а також національну збірну Швейцарії.

## Клубна кар'єра
Народився 28 січня 1981 року в місті Еммен. Вихованець юнацьких команд футбольних клубів «Еммен» та «Грассгоппер».
У дорослому футболі дебютував 1999 року виступами за команду «Грассгоппер», в якій провів один сезон, взявши участь у 7 матчах чемпіонату, забивши 4 голи.
2000 року перейшов у «Базель», підписавши чотирирічний контракт. Втім у новій команді основним гравцем не став і виступав на правах оренди за «Лугано», «Люцерн» та «Цюрих».
Влітку 2004 року у статусі вільного агента повернувся у «Грассгоппер». Цього разу відіграв за команду з Цюриха наступні два сезони своєї ігрової кар'єри.
Завершив професійну кар'єру у команді другого дивізіону «Конкордія» (Базель), за яку виступав протягом 2006—2009 років. Потім він повернувся додому та приєднався до аматорського клубу «Еммен», який на той час грав у п’ятому рівні швейцарського футболу, спочатку як граючий тренер, а з 2011 по 2017 рік як головний тренер.

## Виступи за збірні
Протягом 2000—2004 років залучався до складу молодіжної збірної Швейцарії, з якою брав участь у молодіжному чемпіонаті Європи 2002 року у Швейцарії, де господарі дійшли до півфіналу. Всього на молодіжному рівні зіграв у 27 офіційних матчах, забив 9 голів.
15 листопада 2000 року дебютував в офіційних матчах у складі національної збірної Швейцарії в товариській грі проти Тунісу (1:1). За чотири роки, 18 серпня 2004 року зіграв свою другу і останню гру за збірну в товариському матчі проти Північної Ірландії (0:0).